# 크리스토퍼 카스틸
크리스토퍼 캐스틸(Christopher Castile, 영어 발음: /kæˈstiːl/, 본명: 크리스토퍼 조 캐스틸/Christopher Jon Castile, 1980년 6월 15일 ~ )은 미국의 전 배우이다. 《베토벤》(1992)과 《베토벤 2》(1993)에서 테드 뉴턴 역을, 《스텝 바이 스텝》(1991-98)에서 마크 포스터 역을, 《헤이 아놀드!》(1996-97)에서 유진 호러위츠 역을 맡았다.
시트콤 《스텝 바이 스텝》의 중단과 은퇴가 맞물렸다. 박사 학위를 받아 비올라 대학교의 정치학 교수로 재임 중이다.

## 출연 작품

### 영화
- 베토벤 (1992)
- 베토벤 2 (1993)

### 텔레비전
- 스텝 바이 스텝 (1991-98)
- 헤이 아놀드! (1996-97)